# Кегичівка
Кеги́чівка — селище у Берестинському районі, адміністративний центр Кегичівської селищної громади. Кегичівка — невелике містечко у Харківській області, населення понад 5 тисяч мешканців.

## Географічне розташування
Селище міського типу Кегичівка розташоване між річками Вошива і Багата.  В селищі бере початок річка Багатенька. Через селище проходить залізниця, станція Кегичівка. Поруч проходять автомобільні дороги Т 2110 і Т 2118.

## Історія
Саме селище Кегичівка утворилося у другій половині XVIII століття з двох невеликих хуторів — Доброіванівки та Єгорівки. Населяли ці хутори селяни-кріпаки, які належали поміщику-офіцеру Курського полку І. М. Апостолу-Кегичу. Від його прізвища і походить сучасна назва селища.
Подальший розвиток Кегичівки пов'язаний з будівництвом у 1897–1905 роках залізниці Лозова—Красноград, яка на той час будувалася як цукровий шлях із прилеглих цукрозаводів. У цей час Кегичівка стає волосним центром.
1899 року була збудована станція.
У січні 1918 року волосна і земська управи в Кегичівці були розпущені.
З 1923 року смт. Кегичівка — центр Кегичівського району, який із січня 1935 року перебуває у складі Харківської області, а до того часу — у складі Полтавської.
В ході Другої світової війни 7 жовтня 1941 року радянські війська відступили з Кегичівки.
День визволення Кегичівщини 17 вересня 1943 року.

## Економіка
Кегичівка відома своєю родючою землею, тут розвинене с/г, в основному це рослинництво, вирощують соняшник, пшеницю, ячмінь, кукурудзу. Значних досягнень у цій галузі досягла агрокомпанія «Сади України», яка володіє полями навколо містечка. Крім цього, у селищі активно розвивається малий та середній бізнес. Важка промисловість відсутня.
Розвинута харчова промисловість — місцева молочна компанія виготовляє весь асортимент молочної продукції. Крім цього, розвинута хлібопекарська галузь. Останнім часом активно розвивається газовидобувна галузь, відкрито родовище природного газу, яке так і назвали — Кегичівське газоконденсатне родовище. Містечко переважно газифіковане.
Кегичівка має автобусне сполучення з містами Харків, Дніпро, Полтава, Берестин, Златопіль. У селищі розвинена торгівля.

## Освіта і наука
У селищі наявні такі навчальні заклади:
Дім культури
Кегичівська центральна районна бібліотека
Дитячий садок (2) 
Кегичівський ліцей;
Професійно-технічне училище.

## Релігія
- Свято-Георгіївський храм МП.[2]

## Народилися
- Олександр Оленич-Гнененко — перекладач та письменник